# Гадельгареєво
Гадельгаре́єво (рос. Гадельгареево, башк. Ғәҙелгәрәй) — присілок у складі Бурзянського району Башкортостану, Росія. Входить до складу Кієкбаєвської сільської ради.
Населення — 435 осіб (2010; 441 в 2002).
Національний склад:
- башкири — 98%